# Moby Dick, il mostro bianco
Moby Dick, il mostro bianco (Moby Dick) è un film del 1930 diretto da Lloyd Bacon, remake di una pellicola muta del 1926, Il mostro del mare (The Sea Beast), sempre interpretata da John Barrymore

## Trama
Il capitano Achab e suo fratello si struggono per la stessa ragazza: lei sceglierà il primo e lo guarderà partire per mare. Al suo ritorno, Achab è mutilato di una gamba, perduta nello scontro con la balena bianca (in realtà un capodoglio). Pensando che la fidanzata non voglia più saperne di lui, riparte con lo scopo di uccidere Moby Dick.

## Produzione
Il film fu prodotto dalla Warner Bros. Pictures (con il nome The Vitaphone Corporation).

## Distribuzione
Distribuito dalla Warner Bros. Pictures (con il nome The Vitaphone Corporation), il film uscì nelle sale cinematografiche USA il 20 settembre 1930.